# Primer ministre de Timor Oriental

Escut d'armes de Timor Oriental.

El primer ministre és el cap de govern de Timor Oriental. El Primer ministre supervisa les activitats del govern i presideix el Consell de Ministres.
Aquesta llista només compren los primers ministres des de 2002.
| Nom                          | inici del govern    | fi del govern       | Notes                                       |
| ---------------------------- | ------------------- | ------------------- | ------------------------------------------- |
| Mari Bim Amude Alkatiri      | 20 de maig de 2002  | 26 de juny de 2006  | Dimitit a causa de malestar polític en 2006 |
| José Manuel Ramos Horta      | 26 de juny de 2006  | 6 de juliol de 2006 | primer ministre interí                      |
| José Manuel Ramos Horta      | 6 de juliol de 2006 | 19 de maig de 2007  | indicat                                     |
| Estanislau da Silva          | 19 de maig de 2007  | 8 d'agost de 2007   |                                             |
| José Alexandre Xanana Gusmão | 8 d'agost de 2007   | actualitat          |                                             |